# Harry a pezzi
Harry a pezzi (Deconstructing Harry) è un film del 1997 scritto, diretto e interpretato da Woody Allen.
Il film è stato uno dei candidati al premio Oscar 1998 per la migliore sceneggiatura originale.

## Trama
Una donna di nome Lucy va a casa del suo ex, lo scrittore Harry Block, per affrontarlo: è infuriata perché nel suo ultimo romanzo ha descritto in maniera non troppo velata il rapporto fedifrago che ebbero anni addietro. Lucy estrae una pistola e prima minaccia di uccidersi, poi di uccidere Harry, il quale le spiega di stare già soffrendo in quanto la sua ultima fidanzata, Fay, lo ha lasciato per il suo miglior amico Larry. In terapia Harry si rende conto di non essere cambiato da quando era giovane e ossessionato dal sesso; il giorno seguente lo scrittore dovrebbe andare alla sua vecchia università (da cui era stato espulso) per una cerimonia in suo onore, ma non ha nessuno che lo accompagni: Block è infatti disprezzato da gran parte delle persone che lo circondano, le quali lo accusano di sfruttare la loro vita come materiale per i suoi libri, esponendo pubblicamente i loro fatti privati.
Harry incontra un suo conoscente, Richard, preoccupato per la propria salute, e gli chiede di venire alla cerimonia universitaria. Poi va da Fay e la implora di annullare il fidanzamento con Larry per venire insieme a lui all'università, ma la donna deve sposarsi il giorno dopo. Deluso, la stessa notte lo scrittore assume la prostituta Cookie per avere un rapporto sessuale, per poi invitarla alla cerimonia. Il mattino seguente, Harry, Cookie e Richard partono e Harry decide di portare con sé anche il figlio Hilliard, nonostante l'ex moglie glielo avesse espressamente vietato, "rapendolo" prima che questi possa entrare a scuola. Lungo la strada il gruppo si ferma dalla sorellastra di Harry, Doris, una devota ebrea, che disapprova la rappresentazione dispregiativa dei semiti nei romanzi di Harry.
Durante il viaggio Harry ha modo di parlare con alcune proiezioni mentali dei personaggi da lui creati, i quali lo costringono ad affrontare alcune difficili verità della sua vita che nascondeva anche a sé stesso. Poco prima di giungere a destinazione Richard muore in auto a causa di un malore, mentre poi Harry, una volta all'università, viene arrestato dalla polizia per il rapimento di Hillard, per possesso di una pistola (appartenente a Lucy) e per detenzione di droga (in realtà di Cookie). Larry e Fay interrompono il loro matrimonio per pagare la cauzione di Harry e liberarlo dalla prigione e lo scrittore dà loro la sua benedizione, anche se con riluttanza. Tornato al suo appartamento, Harry, in preda alla solitudine, immagina lo svolgimento della cerimonia universitaria con la presenza dei personaggi da lui creati. Resosi conto che lui può vivere solo nell'arte, non nella vita, Harry supera il blocco dello scrittore e riprende a scrivere.

## Produzione
Harry a pezzi, ventottesimo film di Woody Allen, è stato girato principalmente nella città di New York, negli Stati Uniti. Tra i luoghi del film vi sono Central Park e la West End Avenue, nel distretto di Manhattan, oltre alla Drew University, situata a Madison, nel New Jersey. Per la parte del protagonista Harry Block, Woody Allen offrì il ruolo a Elliott Gould, Dustin Hoffman, Dennis Hopper e Albert Brooks, ma rifiutarono tutti. Quindi egli decise di interpretarlo lui stesso.

## Distribuzione
Dopo essere stato presentato fuori concorso alla Mostra internazionale d'arte cinematografica di Venezia (del quale fu il film d'apertura) il 26 agosto 1997, il film è stato distribuito a partire dagli Stati Uniti dal 12 dicembre 1997.
Le date di uscita nelle sale nelle altre principali nazioni sono le seguenti:
- Francia: Harry dans tous ses états, 21 gennaio 1998
- Portogallo: As Faces de Harry, 30 gennaio 1998
- Spagna: Desmontando a Harry, 3 febbraio 1998
- Belgio: 18 febbraio 1998
- Svezia: 20 febbraio 1998
- Australia: 9 aprile 1998
- Polonia: Przejrzeć Harry'ego, 17 aprile 1998
- Regno Unito: Deconstructing Harry, 17 aprile 1998
- Islanda: 30 aprile 1998
- Turchia: Yaramaz Harry, 8 maggio 1998
- Germania: Harry außer sich, 21 maggio 1998
- Singapore: 21 maggio 1998
- Messico: Los enredos de Harry, 5 giugno 1998
- Finlandia: Harry pala palalta, 10 luglio 1998
- Argentina: Los secretos de Harry: 16 luglio 1998
- Hong Kong: 30 luglio 1998
- Brasile: Desconstruindo Harry, 25 settembre 1998
- Slovacchia: 22 ottobre 1998
- Danimarca: Harry - stykke for stykke, 30 ottobre 1998
- Giappone: 地球は女で回ってる, 31 ottobre 1998
- Ungheria: Agyament Harry, 17 giugno 1999
- Paesi Bassi: 26 agosto 1999

## Riconoscimenti
- 1998 - Premio Oscar
  - Candidatura Migliore sceneggiatura originale[7] a Woody Allen
- 1998 - Satellite Award
  - Miglior film commedia o musicale a Jean Doumanian
  - Candidatura Miglior film sceneggiatura originale a Woody Allen
- 1998 - Butaca Award
  - Miglior film d'autore
- 1998 - Screen International Award a Woody Allen
- 2000 - Cinema Brazil Grand Prize
  - Miglior film straniero a Woody Allen
- 1998 - Bogey Award
- 1999 - Audience Award
  - Miglior film straniero a Woody Allen

## Edizioni home video
In Italia l'edizione DVD del film è distribuita a partire dal 19 novembre 2002 dalla Cecchi Gori Group.

## Citazioni e riferimenti
Il tema dell'università che premia l'ex allievo è un esplicito riferimento a Il posto delle fragole di Ingmar Bergman. La citazione da Bergman vuole essere talmente dichiarata, che l'automobile che Harry guida per andare all'università è una svedese Volvo.
Alla fine del film, il protagonista inizia la stesura di un nuovo romanzo, questa volta con protagonista un uomo di nome "Rifkin", anch'esso (come Harry e i personaggi da lui creati) in crisi esistenziale e inoltre viene descritto come un uomo che si rifugia nell'arte. Nel 2020 Allen ha scritto e diretto il film Rifkin's Festival, nel quale il protagonista si chiama Mort Rifkin, un uomo che vive una crisi esistenziale e che durante la pellicola immagina sempre scene, sogni e ricordi come se fossero grandi film della storia del cinema.